# La Liga de 2011–12
A La Liga temporada de 2011/12 (conhecida como a Liga BBVA, por razões de patrocínio) é a 81ª desde a sua criação. O Real Madrid é o atual campeão, tendo vencido seu 32° título da La Liga. A campanha teve início em 27 de agosto de 2011. O campeonato tem um total de 20 equipes, sendo que 17 já disputaram a temporada 2010/11 e três que foram promovidos da Liga Adelante.
O rebaixamento começou a ser decidido na 33ª rodada. O Racing Santander foi o primeiro a cair à segunda divisão ao ser derrotado pelo Mallorca por 3 a 0, jogando em casa. Villarreal e Sporting de Gijón completaram a relação de rebaixados na última rodada, o primeiro sendo derrotado pelo Atlético de Madrid por 1 a 0 no El Madrigal. O Real Madrid entrou para a história ao conquistar o campeonato com 100 pontos, tornando-se o maior campeão considerando as quatro grandes ligas: Campeonato Alemão, Campeonato Espanhol, Campeonato Inglês e Campeonato Italiano. Cristiano Ronaldo também entrou para a história como único jogador a marcar contra todos os 19 times no mesmo campeonato.

## Participantes

### Acesso e rebaixamento
| Pos. | Rebaixados da 1ª Divisão |
| ---- | ------------------------ |
| 18º  | Deportivo La Coruña      |
| 19º  | Hércules                 |
| 20º  | Almería                  |

| Pos. | Promovidos da 2ª Divisão |
| ---- | ------------------------ |
| 1º   | Betis                    |
| 2º   | Rayo Vallecano           |
| 5º   | Granada (promoção)       |

| Equipe             | Cidade           | Em 2010-11             | Estádio                       | Capacidade | Títulos (último) |
| ------------------ | ---------------- | ---------------------- | ----------------------------- | ---------- | ---------------- |
| Athletic Bilbao    | Bilbau           | 6º (Primeira Divisão)  | Estádio de San Mamés          | 39.750     | 8 (1983-84)      |
| Atlético de Madrid | Madrid           | 7º (Primeira Divisão)  | Vicente Calderón              | 54.851     | 9 (1995-96)      |
| Barcelona          | Barcelona        | 1º (Primeira Divisão)  | Camp Nou                      | 98.772     | 21 (2010-11)     |
| Betis              | Sevilha          | 10º (Primeira Divisão) | Estádio Benito Villamarín     | 52.500     | 1 (1934–35)      |
| Espanyol           | Barcelona        | 8º (Primeira Divisão)  | Cornellà-El Prat              | 40.500     | 0 (não possui)   |
| Getafe             | Getafe           | 16º (Primeira Divisão) | Coliseum Alfonso Pérez        | 17.700     | 0 (não possui)   |
| Granada            | Granada          | 2º (Segunda Divisão)   | Nuevo Estadio de Los Cármenes | 30.000     | 0 (não possui)   |
| Levante            | Valência         | 3º (Segunda Divisão)   | Ciutat de València            | 25.534     | 0 (não possui)   |
| Málaga             | Málaga           | 17º (Primeira Divisão) | La Rosaleda                   | 28.963     | 0 (não possui)   |
| Mallorca           | Palma de Maiorca | 5º (Primeira Divisão)  | Estádio ONO                   | 23.142     | 0 (não possui)   |
| Osasuna            | Pamplona         | 12º (Primeira Divisão) | Reyno de Navarra              | 19.500     | 0 (não possui)   |
| Racing Santander   | Santander        | 16º (Primeira Divisão) | El Sardinero                  | 22.271     | 0 (não possui)   |
| Real Madrid        | Madrid           | 2º (Primeira Divisão)  | Santiago Bernabéu             | 80.354     | 32 (2011-12)     |
| Rayo Vallecano     | Vallecas         | 1º (Segunda Divisão)   | Teresa Rivero                 | 32.000     | 0 (não possui)   |
| Real Sociedad      | São Sebastião    | 1º (Segunda Divisão)   | Anoeta                        | 32.000     | 2 (1981-82)      |
| Sevilla            | Sevilha          | 4º (Primeira Divisão)  | Ramón Sánchez Pizjuán         | 45.500     | 1 (1945-46)      |
| Sporting de Gijón  | Gijón            | 15º (Primeira Divisão) | El Molinón                    | 25.855     | 0 (não possui)   |
| Valencia           | Valência         | 3º (Primeira Divisão)  | Mestalla                      | 55.000     | 6 (2003-04)      |
| Villarreal         | Villarreal       | 7º (Primeira Divisão)  | El Madrigal                   | 25.000     | 0 (não possui)   |
| Zaragoza           | Saragoça         | 14º (Primeira Divisão) | La Romareda                   | 34.496     | 0 (não possui)   |

### Equipes por comunidades autónomas
| Com. Autônoma  | Nº | Equipes                                                        |
| -------------- | -- | -------------------------------------------------------------- |
| Andaluzia      | 4  | Sevilla FC, Málaga CF, Real Betis e Granada CF                 |
| Madrid         | 4  | Atlético de Madrid, Getafe CF, Real Madrid CF e Rayo Vallecano |
| Valencia       | 3  | Valencia CF, Villarreal CF e Levante UD                        |
| Catalunha      | 2  | FC Barcelona e RCD Espanyol                                    |
| País Basco     | 2  | Athletic Club e Real Sociedad                                  |
| Aragão         | 1  | Real Zaragoza                                                  |
| Astúrias       | 1  | Real Sporting                                                  |
| Cantabria      | 1  | Real Racing Club                                               |
| Ilhas Baleares | 1  | RCD Mallorca                                                   |
| Navarra        | 1  | CA Osasuna                                                     |

### Mudanças de treinadores
| Equipe           | Treinador (rodadas)                                                 |
| ---------------- | ------------------------------------------------------------------- |
| RCD Mallorca     | Michael Laudrup (2-6) Miguel Ángel Nadal (7) Joaquín Caparrós (8-…) |
| Real Racing Club | Héctor Cúper (2-14) Á confirmar (15-…)                              |

## Regulamento
A La Liga será disputada por 20 clubes em dois turnos. Em cada turno, todos os times jogaram entre si uma única vez. Os jogos do segundo turno serão realizados na mesma ordem do primeiro, apenas com o mando de campo invertido. Não há campeões por turnos, sendo declarado campeão da Espanha o time que obtiver o maior número de pontos após as 38 rodadas.

### Critérios de desempate
Caso haja empate de pontos entre dois clubes, os critérios de desempates serão aplicados na seguinte ordem:
1. Saldo de Gols
2. Confronto direto
3. Gols Feitos

## Classificação
| Pos. | Equipes            | Pts | J  | V  | E  | D  | GP  | GC | SG  | %    | Classificação ou rebaixamento                               |
| ---- | ------------------ | --- | -- | -- | -- | -- | --- | -- | --- | ---- | ----------------------------------------------------------- |
| 1    | Real Madrid        | 100 | 38 | 32 | 4  | 2  | 121 | 32 | 89  | 87,4 | Fase de Grupos da Liga dos Campeões da UEFA de 2012–13      |
| 2    | Barcelona          | 91  | 38 | 28 | 7  | 3  | 114 | 29 | 85  | 79,8 | Fase de Grupos da Liga dos Campeões da UEFA de 2012–13      |
| 3    | Valencia           | 61  | 38 | 17 | 10 | 11 | 59  | 44 | 15  | 53,5 | Fase de Grupos da Liga dos Campeões da UEFA de 2012–13      |
| 4    | Málaga             | 58  | 38 | 17 | 7  | 14 | 54  | 53 | 1   | 49,5 | Play-offs da Liga dos Campeões da UEFA de 2012–13           |
| 5    | Atlético de Madrid | 56  | 38 | 15 | 11 | 12 | 53  | 46 | 7   | 47,7 | Fase de Grupos da Liga Europa da UEFA de 2012–13            |
| 6    | Levante            | 55  | 38 | 16 | 7  | 15 | 54  | 50 | 4   | 46,8 | Fase de Grupos da Liga Europa da UEFA de 2012–13            |
| 7    | Osasuna            | 54  | 38 | 13 | 15 | 10 | 44  | 61 | –17 | 45,9 |                                                             |
| 8    | Mallorca           | 52  | 38 | 14 | 10 | 14 | 42  | 46 | –4  | 46,8 |                                                             |
| 9    | Sevilla            | 50  | 38 | 13 | 11 | 14 | 48  | 47 | 1   | 44,1 |                                                             |
| 10   | Athletic Bilbao    | 49  | 38 | 12 | 13 | 13 | 49  | 52 | –3  | 42,3 |                                                             |
| 11   | Getafe             | 47  | 38 | 12 | 11 | 15 | 40  | 51 | –11 | 42,3 |                                                             |
| 12   | Real Sociedad      | 47  | 38 | 12 | 11 | 15 | 46  | 52 | –6  | 41,2 |                                                             |
| 13   | Betis              | 47  | 38 | 13 | 8  | 17 | 47  | 56 | –9  | 41,2 |                                                             |
| 14   | Espanyol           | 46  | 38 | 12 | 10 | 16 | 46  | 56 | –10 | 40,5 |                                                             |
| 15   | Rayo Vallecano     | 43  | 38 | 13 | 4  | 21 | 53  | 73 | –20 | 36,0 |                                                             |
| 16   | Zaragoza           | 43  | 38 | 12 | 7  | 19 | 36  | 61 | –25 | 36,0 |                                                             |
| 17   | Granada            | 42  | 38 | 12 | 6  | 20 | 35  | 56 | –21 | 37,8 |                                                             |
| 18   | Villarreal         | 41  | 38 | 9  | 14 | 15 | 39  | 53 | –14 | 36,9 | Zona de rebaixamento à Segunda Divisão Espanhola de 2012–13 |
| 19   | Sporting de Gijón  | 37  | 38 | 10 | 7  | 21 | 42  | 69 | –27 | 33,3 | Zona de rebaixamento à Segunda Divisão Espanhola de 2012–13 |
| 20   | Racing Santander   | 27  | 38 | 4  | 15 | 19 | 28  | 63 | –35 | 25,2 | Zona de rebaixamento à Segunda Divisão Espanhola de 2012–13 |

## Confrontos
|                    | BIL | ATM | BAR | BET | EPY | GET | GRA | LEV | MLG | MAL | OSA | RAC | MAD | RVA | RSO | SEV | SPG | VAL | VLL | ZAR |
| ------------------ | --- | --- | --- | --- | --- | --- | --- | --- | --- | --- | --- | --- | --- | --- | --- | --- | --- | --- | --- | --- |
| Athletic Bilbao    | —   | 3–0 | 2–2 | 2–3 | 3–3 | 0–0 | 0–1 | 3–0 | 3–0 | 1–0 | 3–1 | 1–1 | 0–3 | 1–1 | 2–0 | 1–0 | 1–1 | 0–3 | 1–1 | 2–1 |
| Atlético de Madrid | 2–1 | —   | 1–2 | 0–2 | 3–1 | 3–0 | 2–0 | 3–2 | 2–1 | 1–1 | 0–0 | 4–0 | 1–4 | 3–1 | 1–1 | 0–0 | 4–0 | 0–0 | 3–0 | 3–1 |
| Barcelona          | 2–0 | 5–0 | —   | 4–2 | 4–0 | 4–0 | 5–3 | 5–0 | 4–1 | 5–0 | 8–0 | 3–0 | 1–2 | 4–0 | 2–1 | 0–0 | 3–1 | 5–1 | 5–0 | 4–0 |
| Betis              | 2–1 | 2–2 | 2–2 | —   | 1–1 | 1–1 | 1–2 | 0–1 | 0–0 | 1–0 | 1–0 | 1–1 | 2–3 | 0–2 | 2–3 | 1–1 | 2–0 | 2–1 | 3–1 | 4–3 |
| Espanyol           | 2–1 | 4–2 | 1–1 | 1–0 | —   | 1–0 | 3–0 | 1–2 | 1–2 | 1–0 | 1–2 | 3–1 | 0–4 | 5–1 | 2–2 | 1–1 | 0–3 | 4–0 | 0–0 | 0–2 |
| Getafe             | 0–0 | 3–2 | 1–0 | 1–0 | 1–1 | —   | 1–0 | 1–1 | 1–3 | 1–3 | 2–2 | 1–1 | 0–1 | 0–1 | 1–0 | 5–1 | 2–0 | 3–1 | 0–0 | 0–2 |
| Granada            | 2–2 | 0–0 | 0–1 | 0–1 | 2-1 | 1–0 | —   | 2–1 | 2–1 | 2–2 | 1–1 | 0–0 | 1–2 | 1–2 | 4–1 | 0–3 | 2–1 | 0–1 | 1–0 | 1–0 |
| Levante            | 3–0 | 2–0 | 1–2 | 3–1 | 3–1 | 1–2 | 3–1 | —   | 3–0 | 0–0 | 0–2 | 1–1 | 1–0 | 3–5 | 3–2 | 1–0 | 4–0 | 0–2 | 1–0 | 0–0 |
| Málaga             | 1–0 | 0–0 | 1–4 | 0–2 | 2–1 | 3–2 | 4–0 | 1–0 | —   | 3–1 | 1–1 | 3–0 | 0–4 | 4–2 | 1–1 | 2–1 | 1–0 | 1–0 | 2–1 | 5–1 |
| Mallorca           | 1–1 | 2–1 | 0–2 | 1–0 | 1–0 | 1–2 | 0–0 | 1–0 | 0–1 | —   | 1–1 | 2–1 | 1–2 | 1–0 | 2–1 | 0–0 | 1–2 | 1–1 | 4–0 | 1–0 |
| Osasuna            | 2–1 | 0–1 | 3–2 | 2–1 | 2–0 | 0–0 | 2–1 | 2–0 | 1–1 | 2–2 | —   | 0–2 | 1–5 | 0–0 | 1–0 | 0–0 | 2–1 | 1–1 | 2–1 | 3–0 |
| Racing Santander   | 0–1 | 0–0 | 0–2 | 1–0 | 0–1 | 1–2 | 0–1 | 0–0 | 1–3 | 0–3 | 2–4 | —   | 0–0 | 1–1 | 0–0 | 0–3 | 1–1 | 2–2 | 1–0 | 1–0 |
| Real Madrid        | 4–1 | 4–1 | 1–3 | 4–1 | 5–0 | 4–2 | 5–1 | 4–2 | 1–1 | 4–1 | 7–1 | 4–0 | —   | 6–2 | 5–1 | 3–0 | 3–1 | 0–0 | 3–0 | 3–1 |
| Rayo Vallecano     | 2–3 | 0–1 | 0–7 | 3–0 | 0–1 | 2–0 | 1–0 | 1–2 | 2–0 | 0–1 | 6–0 | 4–2 | 0–1 | —   | 4–0 | 2–1 | 1–3 | 1–2 | 0–2 | 0–0 |
| Real Sociedad      | 1–2 | 0–4 | 2–2 | 1–1 | 0–0 | 0–0 | 1–0 | 1–3 | 3–2 | 1–0 | 0–0 | 3–0 | 0–1 | 4–0 | —   | 2–0 | 5–1 | 1–0 | 1–1 | 3–0 |
| Sevilla            | 1–2 | 1–1 | 0–2 | 1–2 | 0–0 | 3–0 | 1–2 | 1–1 | 2–1 | 3–1 | 2–0 | 2–2 | 2–6 | 5–2 | 1–0 | —   | 2–1 | 1–0 | 1–2 | 3–0 |
| Sporting de Gijón  | 1–1 | 1–1 | 0–1 | 2–1 | 1–2 | 2–1 | 2–0 | 3–2 | 2–1 | 2–3 | 1–1 | 0–0 | 0–3 | 2–1 | 1–2 | 1–0 | —   | 0–1 | 2–3 | 1–2 |
| Valencia           | 1–1 | 1–0 | 2–2 | 4–0 | 2–1 | 3–1 | 1–0 | 1–1 | 2–0 | 2–2 | 4–0 | 4–3 | 2–3 | 4–1 | 0–1 | 1–2 | 4–0 | —   | 1–0 | 1–2 |
| Villarreal         | 2–2 | 0–1 | 0–0 | 1–0 | 0–0 | 1–2 | 3–1 | 0–3 | 2–1 | 2–0 | 1–1 | 1–1 | 1–1 | 2–0 | 1–1 | 2–2 | 3–0 | 2–2 | —   | 2–2 |
| Zaragoza           | 2–0 | 1–0 | 1–4 | 0–2 | 2–1 | 1–1 | 1–0 | 1–0 | 0–0 | 0–1 | 1–1 | 2–1 | 0–6 | 1–2 | 2–0 | 0–1 | 2–2 | 0–1 | 2–1 | —   |

| Vitória do mandante; Vitória do visitante; Empate. | Em vermelho os jogos da próxima rodada; Em negrito os jogos "clássicos". |

## Estatísticas
| Pos. | Jogador           | Equipe             | Gols |
| ---- | ----------------- | ------------------ | ---- |
| 1    | Lionel Messi      | Barcelona          | 50   |
| 2    | Cristiano Ronaldo | Real Madrid        | 46   |
| 3    | Radamel Falcao    | Atlético de Madrid | 24   |
| 4    | Gonzalo Higuaín   | Real Madrid        | 22   |
| 5    | Karim Benzema     | Real Madrid        | 21   |
| 6    | Fernando Llorente | Athletic Bilbao    | 17   |
| 6    | Roberto Soldado   | Valencia           | 17   |
| 8    | Rubén Castro      | Betis              | 16   |
| 9    | Arouna Koné       | Levante            | 15   |
| 9    | Michu             | Rayo Vallecano     | 15   |

| Pos. | Jogador           | Equipe      | Assist. |
| ---- | ----------------- | ----------- | ------- |
| 1    | Mesut Özil        | Real Madrid | 17      |
| 2    | Lionel Messi      | Barcelona   | 15      |
| 2    | Ángel Di María    | Real Madrid | 15      |
| 4    | Jesús Navas       | Sevilla     | 12      |
| 4    | Cristiano Ronaldo | Real Madrid | 12      |
| 6    | Daniel Alves      | Barcelona   | 11      |
| 7    | Xabi Alonso       | Real Madrid | 9       |
| 7    | Gonzalo Castro    | Mallorca    | 9       |
| 7    | Andrés Iniesta    | Barcelona   | 9       |

## Maiores públicos
Esses são os dez maiores públicos do Campeonato:
| Nº | Público[i] | Mandante  | Placar | Visitante   | Estádio  | Data         | Rodada |
| -- | ---------- | --------- | ------ | ----------- | -------- | ------------ | ------ |
| 1  | 95.485     | Barcelona | 1-2    | Real Madrid | Camp Nou | 21 de abril  | 35ª    |
| 2  | 90.000     | Barcelona | 5-0    | Villarreal  | Camp Nou | 28 de agosto | 1ª     |
| 3  |            |           |        |             |          |              |        |
| 4  |            |           |        |             |          |              |        |
| 5  |            |           |        |             |          |              |        |
| 6  |            |           |        |             |          |              |        |
| 7  |            |           |        |             |          |              |        |
| 8  |            |           |        |             |          |              |        |
| 9  |            |           |        |             |          |              |        |
| 10 |            |           |        |             |          |              |        |

## Desempenho
Clubes que lideraram o campeonato ao final de cada rodada:
| Rodadas | Rodadas | Rodadas | Rodadas | Rodadas | Rodadas | Rodadas | Rodadas | Rodadas | Rodadas | Rodadas     | Rodadas     | Rodadas     | Rodadas     | Rodadas     | Rodadas     | Rodadas     | Rodadas     | Rodadas     | Rodadas     | Rodadas     | Rodadas     | Rodadas     | Rodadas     | Rodadas     | Rodadas     | Rodadas     | Rodadas     | Rodadas     | Rodadas     | Rodadas     | Rodadas     | Rodadas     | Rodadas     | Rodadas     | Rodadas     | Rodadas     | Rodadas     |
| ------- | ------- | ------- | ------- | ------- | ------- | ------- | ------- | ------- | ------- | ----------- | ----------- | ----------- | ----------- | ----------- | ----------- | ----------- | ----------- | ----------- | ----------- | ----------- | ----------- | ----------- | ----------- | ----------- | ----------- | ----------- | ----------- | ----------- | ----------- | ----------- | ----------- | ----------- | ----------- | ----------- | ----------- | ----------- | ----------- |
| 1       | 2       | 3       | 4       | 5       | 6       | 7       | 8       | 9       | 10      | 11          | 12          | 13          | 14          | 15          | 16          | 17          | 18          | 19          | 20          | 21          | 22          | 23          | 24          | 25          | 26          | 27          | 28          | 29          | 30          | 31          | 32          | 33          | 34          | 35          | 36          | 37          | 38          |
| MAD     | MAD     | MAD     | VAL     | BET     | BET     | BAR     | BAR     | LEV     | LEV     | Real Madrid | Real Madrid | Real Madrid | Real Madrid | Real Madrid | Real Madrid | Real Madrid | Real Madrid | Real Madrid | Real Madrid | Real Madrid | Real Madrid | Real Madrid | Real Madrid | Real Madrid | Real Madrid | Real Madrid | Real Madrid | Real Madrid | Real Madrid | Real Madrid | Real Madrid | Real Madrid | Real Madrid | Real Madrid | Real Madrid | Real Madrid | Real Madrid |

Clubes que ficaram na última posição do campeonato ao final de cada rodada:
| Rodadas | Rodadas | Rodadas | Rodadas | Rodadas | Rodadas | Rodadas | Rodadas | Rodadas | Rodadas | Rodadas | Rodadas | Rodadas | Rodadas | Rodadas | Rodadas | Rodadas | Rodadas | Rodadas | Rodadas | Rodadas | Rodadas | Rodadas | Rodadas | Rodadas | Rodadas | Rodadas | Rodadas | Rodadas | Rodadas | Rodadas | Rodadas | Rodadas | Rodadas | Rodadas | Rodadas | Rodadas | Rodadas |
| ------- | ------- | ------- | ------- | ------- | ------- | ------- | ------- | ------- | ------- | ------- | ------- | ------- | ------- | ------- | ------- | ------- | ------- | ------- | ------- | ------- | ------- | ------- | ------- | ------- | ------- | ------- | ------- | ------- | ------- | ------- | ------- | ------- | ------- | ------- | ------- | ------- | ------- |
| 1       | 2       | 3       | 4       | 5       | 6       | 7       | 8       | 9       | 10      | 11      | 12      | 13      | 14      | 15      | 16      | 17      | 18      | 19      | 20      | 21      | 22      | 23      | 24      | 25      | 26      | 27      | 28      | 29      | 30      | 31      | 32      | 33      | 34      | 35      | 36      | 37      | 38      |
| ZAR     | ZAR     | GRA     | SPG     | SPG     | SPG     | SPG     | SPG     | RAC     | GRA     | GET     | RSO     | RAC     | RAC     | ZAR     | ZAR     | ZAR     | ZAR     | ZAR     | ZAR     | ZAR     | ZAR     | ZAR     | ZAR     | ZAR     | ZAR     | ZAR     | ZAR     | ZAR     | ZAR     | SPG     | RAC     | RAC     | RAC     | RAC     | RAC     | RAC     | RAC     |

## Premiação
| Campeão Espanhol 2011/12         |
| -------------------------------- |
| REAL MADRID Campeão (32º título) |